# Benito Juárez V
Benito Juárez V är en ort i Mexiko.   Den ligger i kommunen Uxpanapa och delstaten Veracruz, i den sydöstra delen av landet, 500 km öster om huvudstaden Mexico City. Benito Juárez V ligger 90 meter över havet och antalet invånare är 167.
Terrängen runt Benito Juárez V är platt åt nordväst, men åt sydost är den kuperad. Runt Benito Juárez V är det ganska glesbefolkat, med 29 invånare per kvadratkilometer. Närmaste större samhälle är Poblado 10, 4,9 km öster om Benito Juárez V. Omgivningarna runt Benito Juárez V är en mosaik av jordbruksmark och naturlig växtlighet.